# غرداية
غَرْدَايَةُ أو تَغْرَادِيت (بالأمازيغية: Taɣerdayt ، بالتفيناغ : ⵜⴰⵖⵔⴷⴰⵢⵜ) هي مدينة وبلدية تابعة إقليميا إلى دائرة غرداية ولاية غرداية الجزائرية.
تقع في شمال وسط الجزائر في الصحراء الكبرى، على امتداد الضفة اليسرى لوادي مزاب. أُدرجت مزاب في ولاية غرداية ضمن قائمة التراث العالمي عام 1948، كممتلكات ثقافية خضعت للتقييم وفقًا للمعايير الثانية (لتأثيرها الاستيطاني على التخطيط الحضري حتى القرن الحالي)، والثالثة (لقيمها الثقافية الإباضية)، والخامسة (ثقافة استيطانية سادت حتى القرن الحالي).
غرداية جزء من مدينة خماسية، وهي مدينة على قمة تل من بين أربع مدن أخرى، بُنيت قبل ما يقرب من ألف عام في وادي مزاب. أسسها المزابيون، وهم طائفة إباضية من المسلمين الأمازيغ.
وهي مركز رئيسي لإنتاج التمور وصناعة السجاد والأقمشة. وهي مدينة محصنة، مقسمة إلى ثلاثة قطاعات مسورة. في وسطها تقع منطقة مزابي التاريخية، بمسجدها الهرمي وساحتها المقنطرة. وترتفع منازلها المميزة باللون الأبيض والوردي والأحمر، المصنوعة من الرمل والطين والجص، في المدرجات والأروقة المقنطرة.
وصفت الفيلسوفة الوجودية الفرنسية سيمون دي بوفوار غرداية في كتابها الصادر عام 1963 بعنوان "قوة الأشياء" بأنها "لوحة تكعيبية مبنية بشكل جميل".

## الموقع

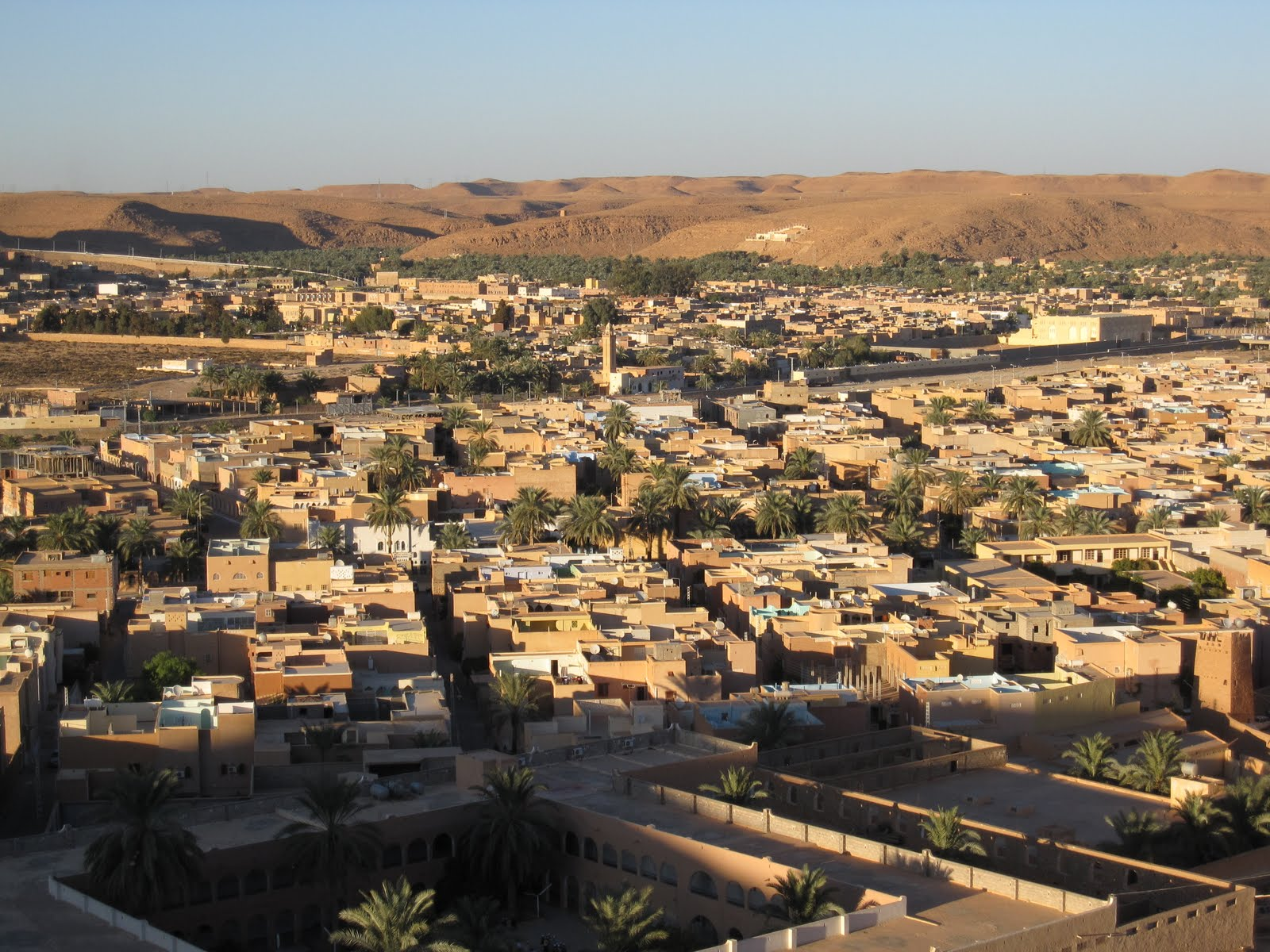

تقع بلدية غرداية (تغردايت) شمال الصحراء الجزائر، ومقر الولاية مدينة غرداية تبعد ب 600 كلم جنوب الجزائر العاصمة، مساحتها الإجمالية تقدر ب86105 كلم2، امتدادها من الشمال إلى الجنوب 450 كلم، ومن الشرق إلى الغرب من 200 إلى 250 كلم ترتفع عن مستوى سطح البحر ب 486 م.
تحد ولاية غارداية كل من : ولاية الجلفة وولاية الأغواط شمالا، ولاية البيض وولاية أدرار غربا، ولاية ورقلة شرقا، وولاية تمنراست جنوبا. تبعد مدينة غارداية عاصمة الولاية بـ 200 كلم عن عاصمة ولاية الأغواط، و 200 كلم عن عاصمة ولاية ورقلة، و 840 كلم عن عاصمة ولاية أدرار وب 1400 كلم عن عاصمة ولاية تمنراست ويعبرها الطريق الوطني رقم 1 الرابط العاصمة الجزائرية بالجنوب الكبير الساحر.

## المناخ
كون الولاية واقعة في مناطق صحراوية، فإن مناخ المنطقة صحراوي جاف، المدى الحراري واسع بين النهار والليل، وبين الشتاء والصيف، تتراوح درجة الحرارة شتاء بين 1 إلى 25 درجة، وبين 18 إلى 48 درجة صيفا. يعتدل الجو في فصلي الربيع والخريف، وتصفو السماء في غالب أيام السنة. معدل سقوط الأمطار بالولاية حوالي 60 ملم\سنويا غالبها في فصل الشتاء كما تهب على المنطقة رياح شمالية غربية باردة في الشتاء وجنوبية غربية محملة بالرمال في الربيع وفي الصيف جنوبية حارة تعرف بالسيروكو.
- قدر عدد سكان ولاية غرداية سنة 2008م بـ 93423 نسمة.

## السكان

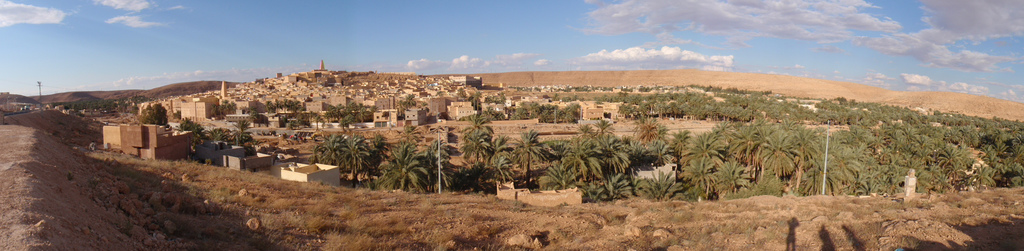
منظر شامل على غرداية

يمتد تعمير هده المنطقة إلى آلاف السنين والدليل على ذلك تلك النقوش الصخرية على الصخور والتي تعود إلى 3 آلاف سنة قبل الميلاد وقد شهدت المنطقة قيام الكثير من القرى والقصور السكنية للقبائل الأمازيغية المعروفون باسم آت مزاب.
بعد الفتح الإسلامي وفد العرب ودخل الناس الإسلام ، كما تطور النمو الديمغرافي للمنطقة بعد سقوط الدولة الرستمية وتخريب مدينة سدراتة حيث اعتنق بنو مزاب المذهب الإباضي الذي أضاف للمنطقة انعاشا علميا وشهدت المنطقة نزوحا للبدو الرحل من القبائل العربية على المذهب المالكي وهم المذابيح وبني مرزوق والشعانبة الذين قدموا من القطاع الوهراني ومن مختلف أنحاء الصحراء الجزائرية وعاشوا حياة بدوية ثم استقر معظمهم في قصر متليلي وفي القرن السابع عشر الميلادي كثر عددهم فرحل قسم منهم لتأسيس مدينة المنيعة فسموا بشعانبة أي أما هؤلاء الذين بقوا في متليلي فقد سموا بشعانبة برزقة.

## اللغة
يتحدث أغلب السكان باللهجة المزابية التي تنتمي إلى اللغة الأمازيغية، كما تستخدم أيضا اللغة العربية في المحررات و الوثائق كما ينص دستور الدولة.

## السياحة
تشكِّل المعالم الأثريَّة والقصور السّبع في مدينة غرداية الجزائريَّة فسيفساء رائعة شكّلت من جمال المكان قلعة من قلاع عبق الماضي الممتدّ عبر الأمكنة والأزمنة التي تتعانق مع الحاضر وفيها تمتزج جماليَّة الكثبان الرَّمليَّة والتي تشكّل هي الأخرى أشكالًا هندسيَّة متنوِّعة تعطي للزَّائر صورة حقيقيَّة عما تختزنه الصَّحراء العميقة من طبيعة خضراء ومياه رقراقة تنبثق من الصّخور المتراصّة والمتلألئة كحبّات الياقوت، تحاذيها ثروات باطنيّة فيها امتداد لا ينتهي، وجمال ساحرٌ يمزج فيه الإنسان أصالته وتقاليده وعاداته ، والقلاع الشامخة والتي ما زالت تتحدى الطبيعة وهمجية الإنسان كأنها تبحث عن هوية وموطن لها لدرجة أن الثقافة الجزائرية عجزت عن تغيير بعض الجدران المهترئة والمتطايرة، لأن في هذا المكان تعشش الطيور بمختلف أنواعها منها اللقلق والذي يصنع هو الآخر من القشة اليابسة وكرًا له ليحرس القصور السبع وكل ما تتوفر عليه القلعة المترامية الأطراف عند ضواحي غرداية السياحية.
ومن أهم المعالم الأثرية والعمرانية نجد المعالم الدينية كالمساجد العتيقة والقصور ومصليات المقابر وكذا المعالم ومن أهم الأسوار والمداخل وأبراج المراقبة المتواجدة في الواحات نجد بني يزقن ومن المعالم الأخرى المميزة لتاريخ المنطقة والتي ما زالت تحافظ على عراقتها وأصالتها سوق بني يزقن الذي ما زال حتى الساعة يعتمدان على طريقة البيع بالمزاد العلني.
وغرداية بجمالها وروعة مكانها وأصالة حضارتها وترحاب سكانها سياحة لا تنتهي تبقى دائمًا جوهرة الجزائر العميقة نظرًا لروعة المكان ورحابة قلوب أهلها الكرماء.
- قصر العطف (تاجنينت) تأسس سنة 1012م
- قصر بنورة (آت بنور) سنة 1046م
- قصر غرداية (تغردايت) سنة 1053م
- قصر بني يزقن (آت يزجن) سنة 1353م
- قصر مليكة (آت مليشت) سنة [[1355]

### الصناعات التقليدية
تعتبر زربية غرداية من أهم الصناعات التقليدية التي تلقى رواجا كبيرا .زيادة على الألبسة الصوفية كالقندورة كما تشتهر الولاية بالنقش على النحاس والخشب وصناعة الجلد والفخار والتحف الفنية.

## التعليم الجامعي
تضم هذه الولاية جامعة واحدة:
- جامعة غرداية.[12]

## معرض الصور

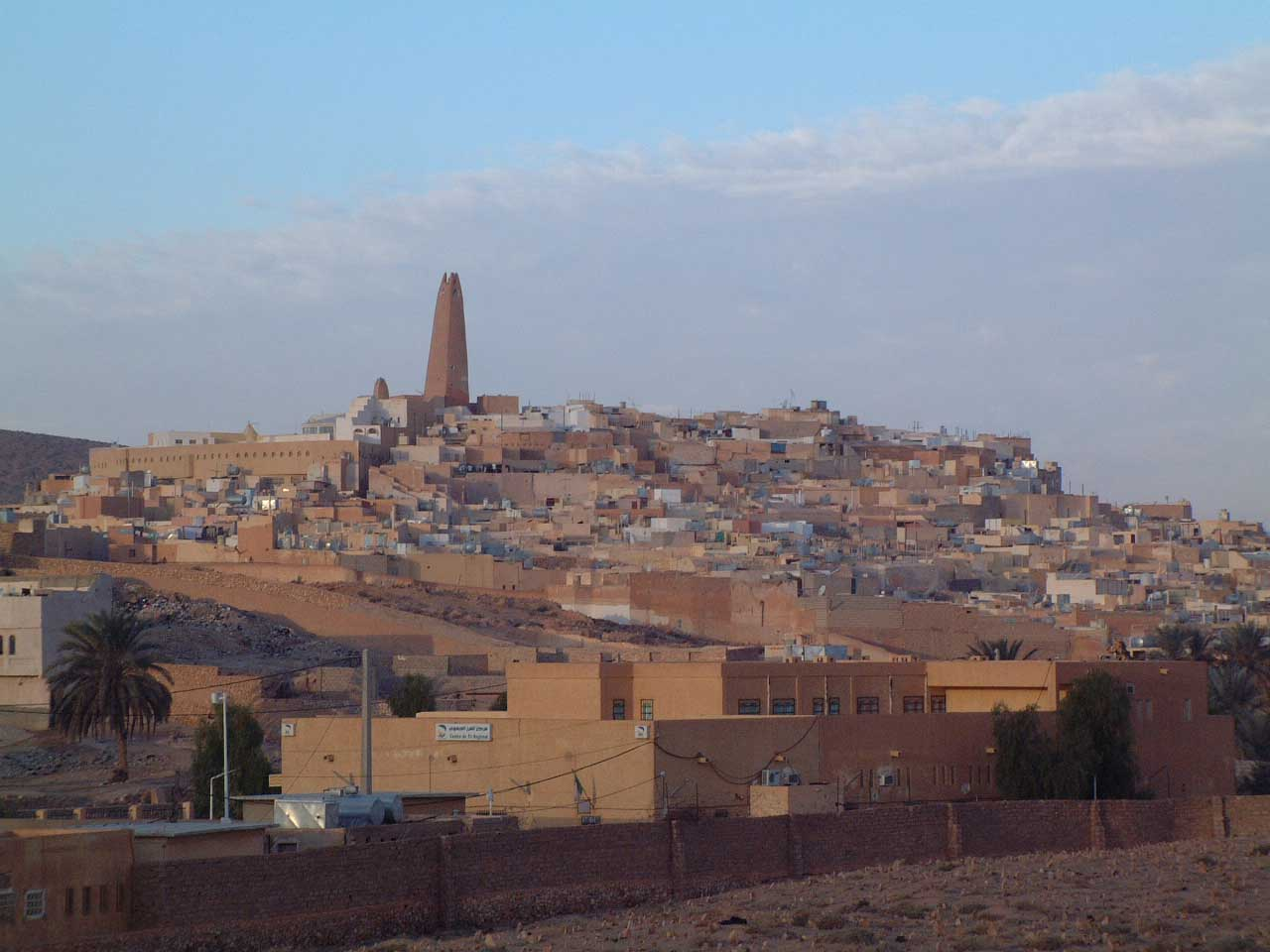
مدينة غرداية
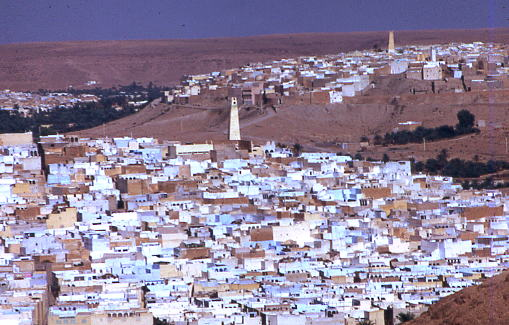
مدينة غرداية من الجوّ
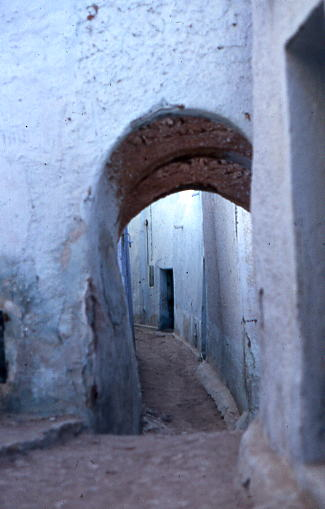
شارع في غرداية
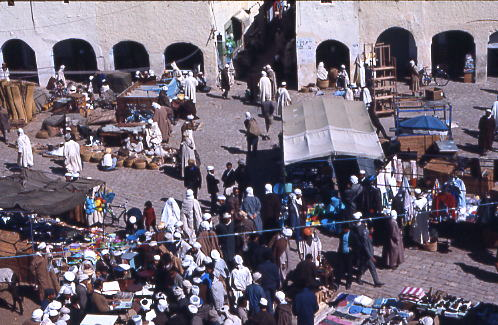
سوق غرداية
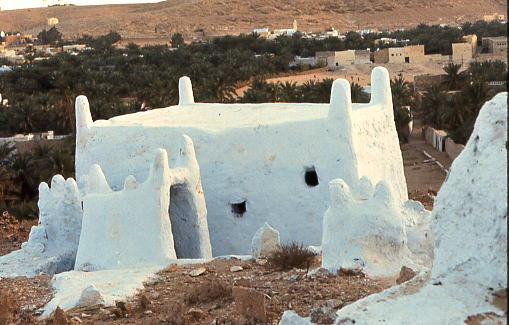
مسجد باباوالجمة
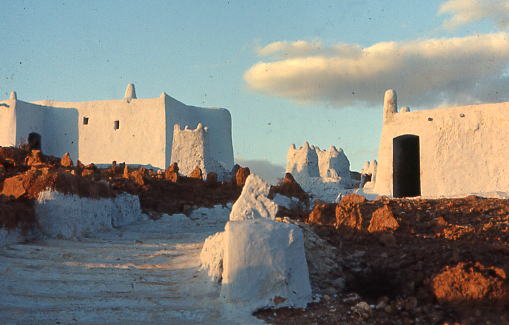
مسجد بابا والجمة
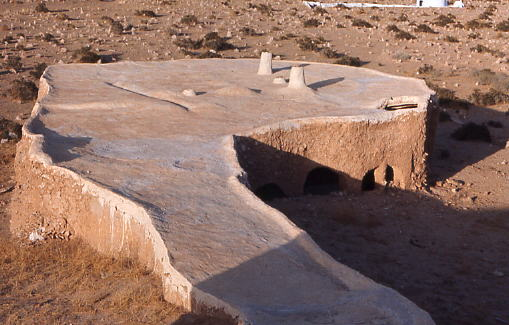
مسجد عمي السعيد العتيق
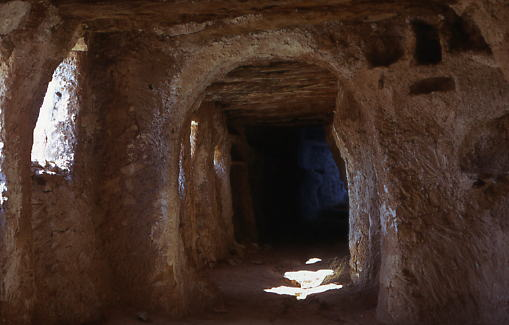
مسجد عمي السعيد العتيق (الداخل )
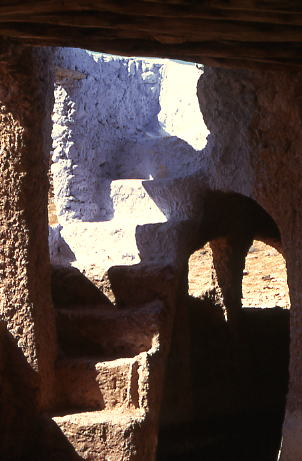
مسجد عمي السعيد العتيق ( الخارج)
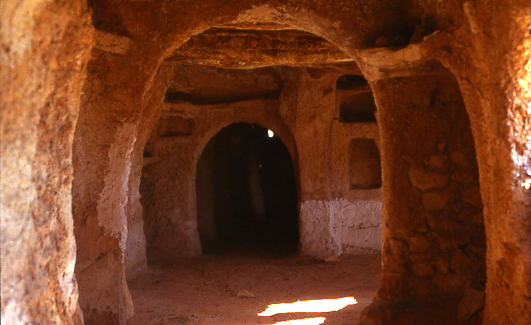
صورة أخذت من داخل مسجد عمي السعيد العتيق
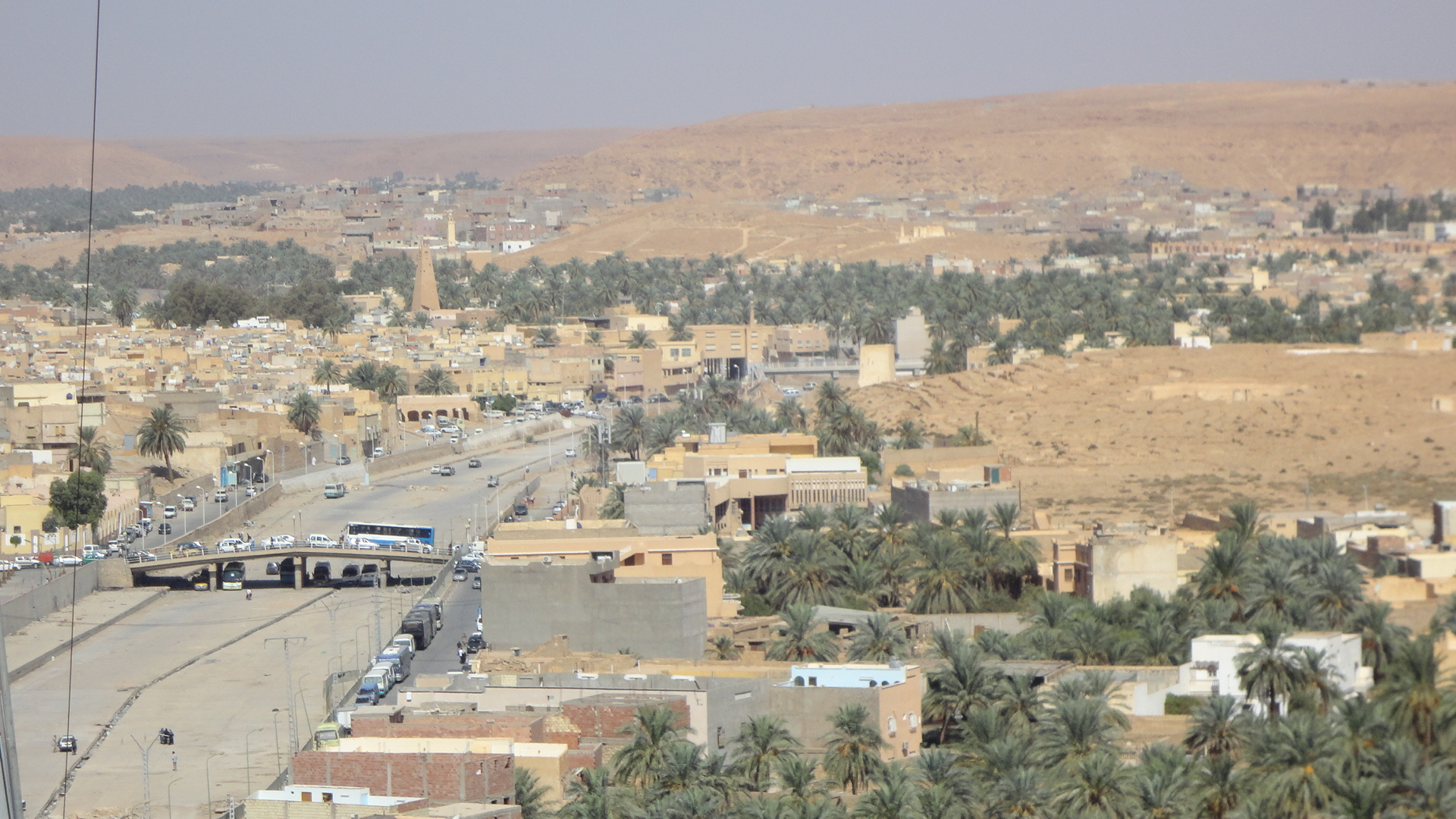
واد ميزاب
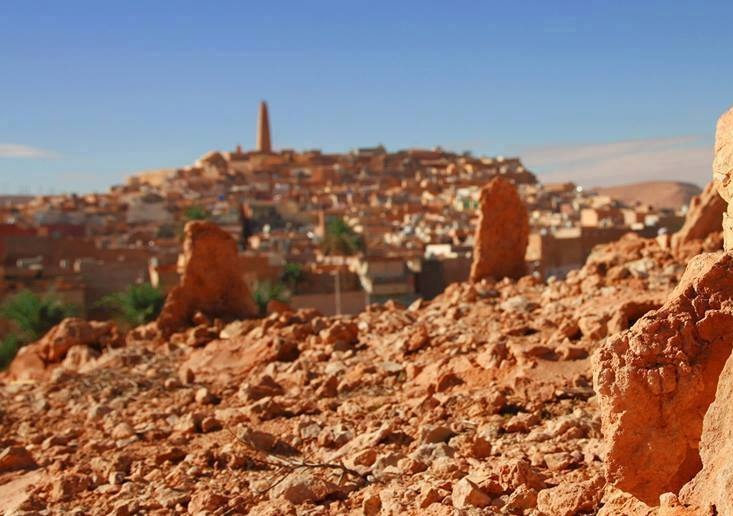
واجهة قصر غرداية
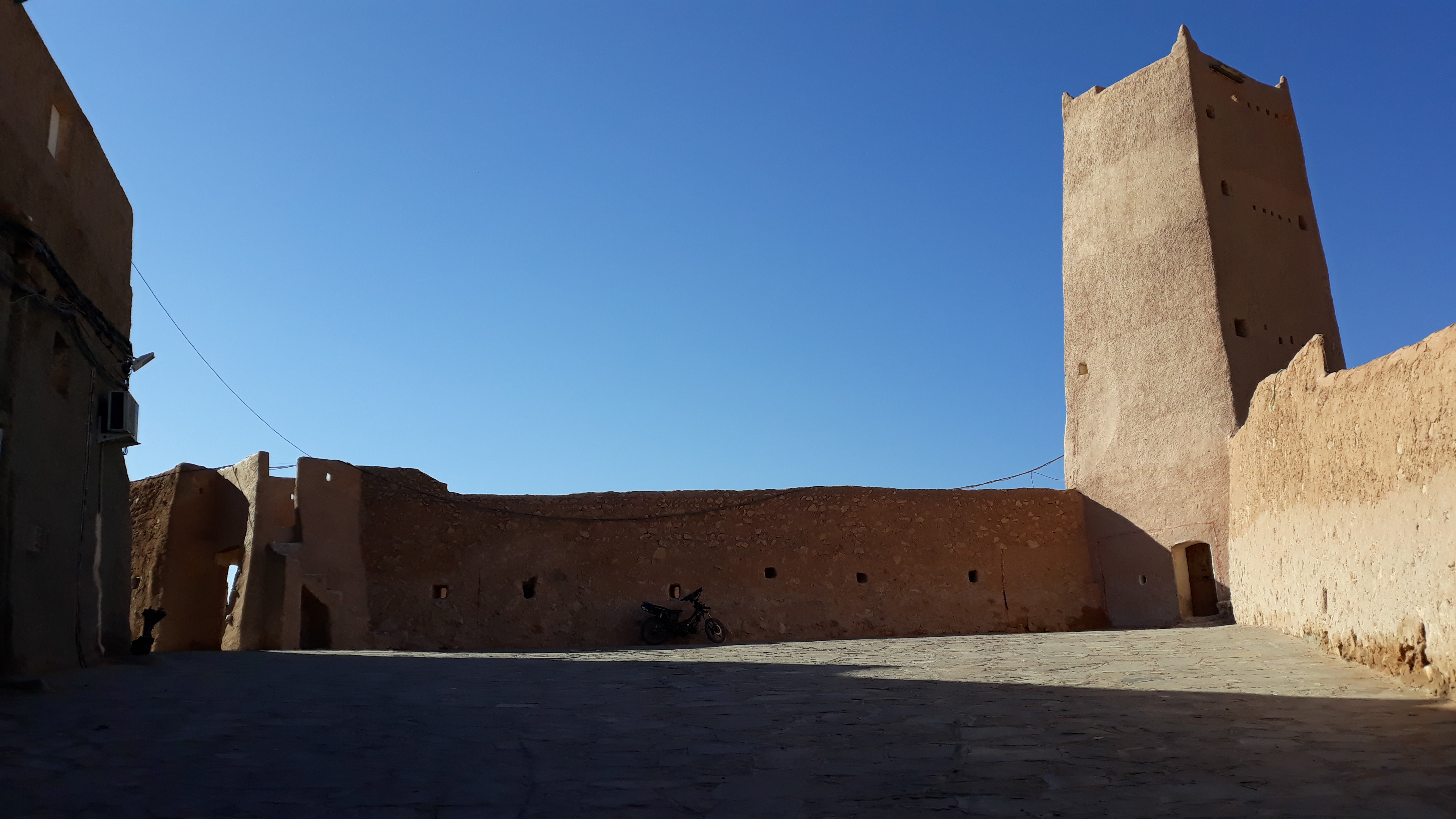
برج بوليلا ببني يزجن
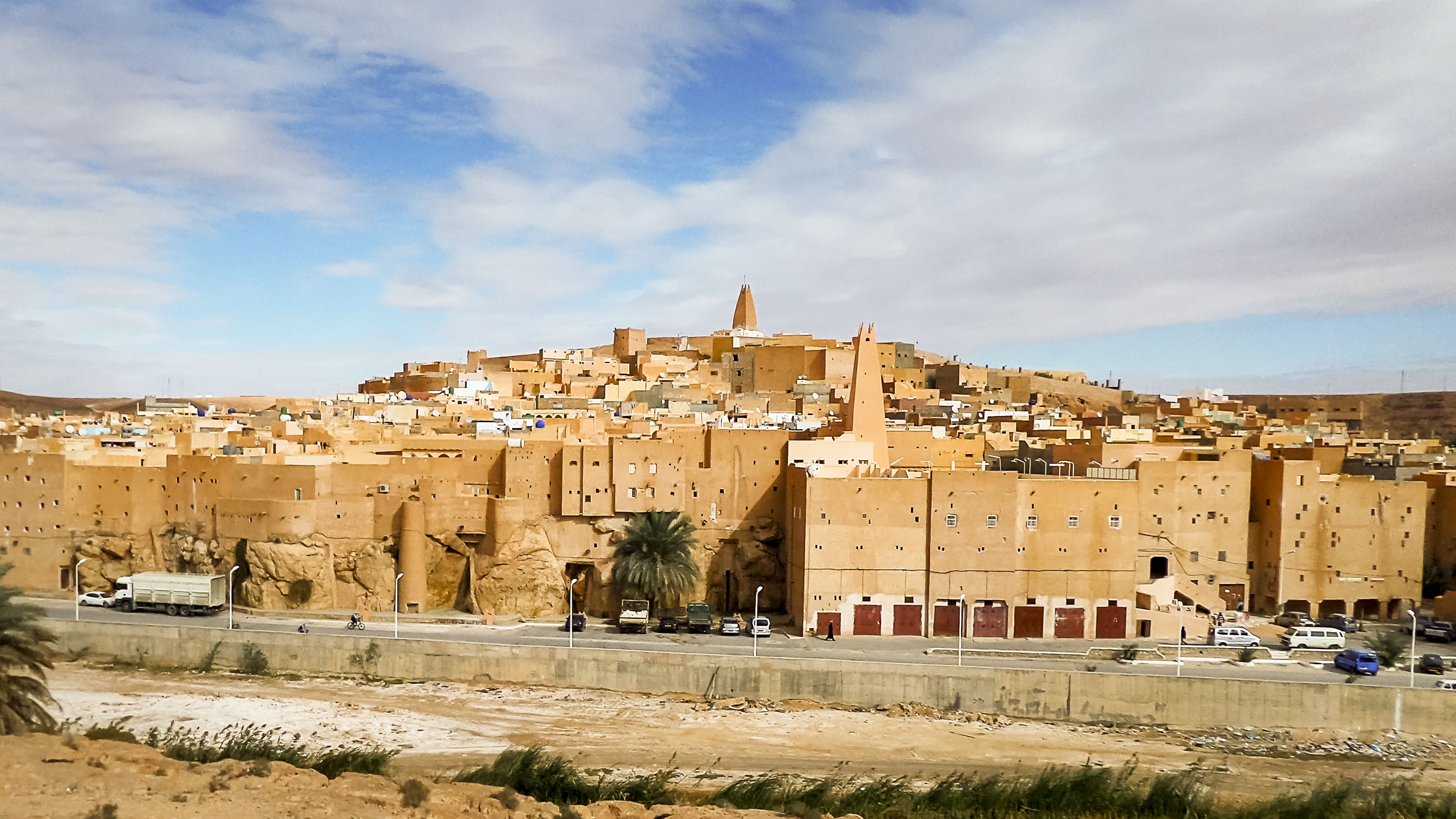
قصر آت بونور

## وصلات خارجية
الموقع الرسمي ولاية غرداية
- مديرية التربية ولاية غرداية
- جامعة غرداية
- ديوان مؤسسات الشباب
- مديرية التجارة ولاية غرداية